# Art Paul
Arthur Paul, más conocido como Art Paul (Chicago, Illinois; 18 de enero de 1925-Lake View, Illinois; 28 de abril de 2018) fue un diseñador gráfico estadounidense, creador del conejo de la revista Playboy. Fue el director de arte de la misma revista durante 30 años.

## Biografía
Estudió en el Instituto de Arte de Chicago (1940-1943) y en el instituto de diseño (1946-1950). Trabajaba como diseñador independiente cuando en 1953 el fundador de Playboy, Hugh Hefner, lo contactó con el propósito de crear una imagen, un logo para su nueva revista. Creó el conejo ahora famoso que usaba una pajarita del esmoquin. Además, se prestó a diseñar la primera edición entera de la revista y fue contratado por Hefner como primer director de arte de Playboy desde 1954, hasta que en 1982 decide abandonar la revista.
En 1986 fue elegido para formar parte del pasillo de la fama del club de directores de arte de Nueva York. Falleció el 28 de abril de 2018 a causa de una neumonía.